# Mary Philbin

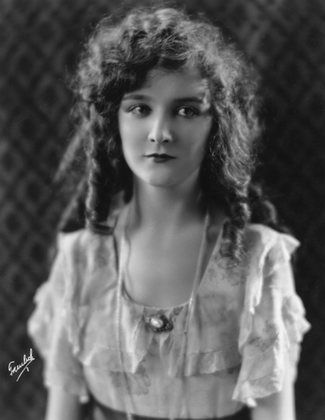
Mary Philbin

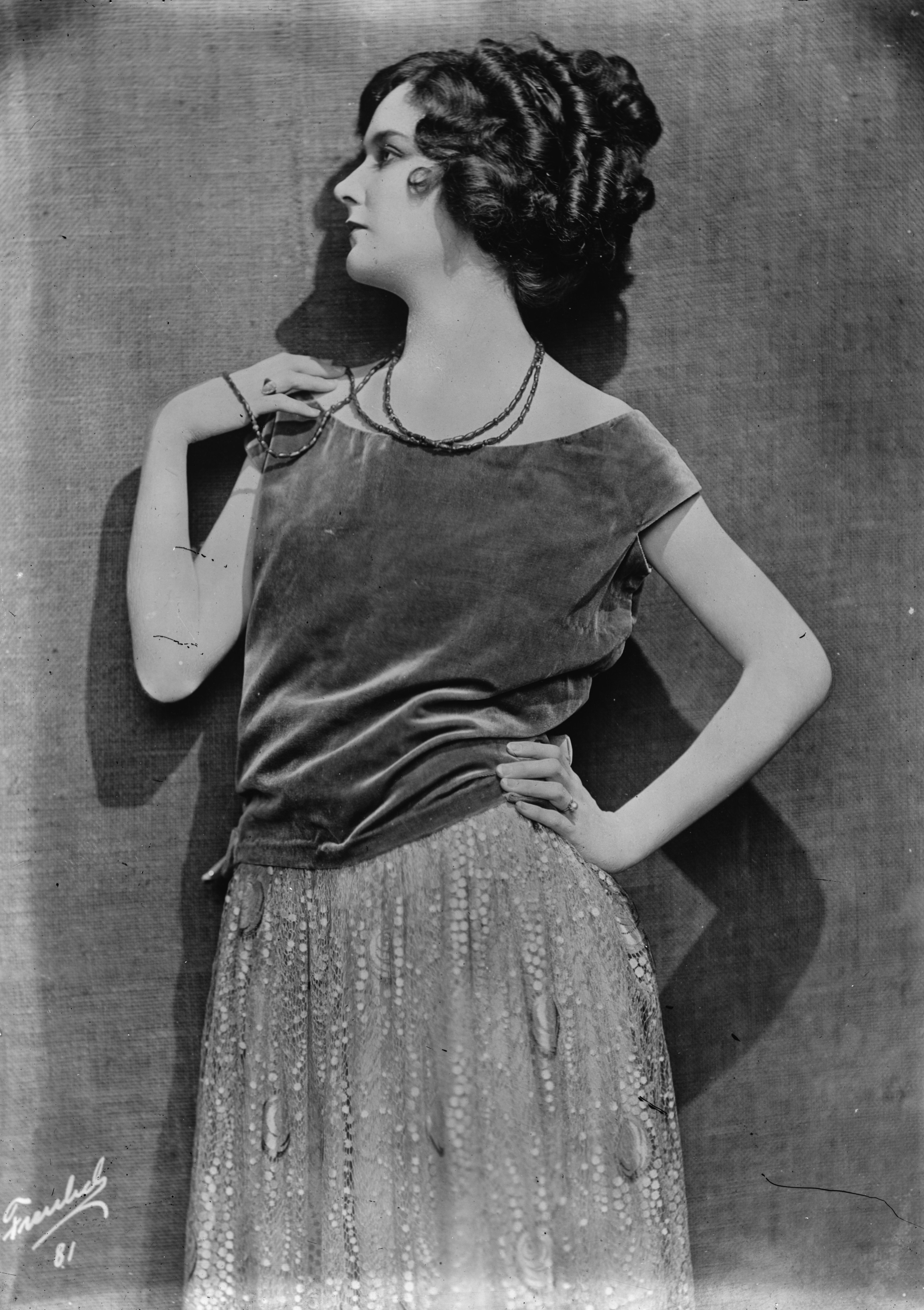
Philbin im Jahr 1922

Mary Philbin (* 16. Juli 1902 in Chicago, Illinois; † 7. Mai 1993 in Huntington Beach, Kalifornien) war eine US-amerikanische Stummfilmschauspielerin.

## Leben
Mary Philbin entstammt einer streng katholischen, irisch-amerikanischen Mittelschichtfamilie. Sie hatte ihr Filmdebüt 1921. Im darauffolgenden Jahr war sie unter den „WAMPAS Baby Stars“, einer Werbekampagne der Filmindustrie, die junge Darstellerinnen an der Schwelle zum Filmstar auszeichnete.
Ihren ersten großen Erfolg hatte sie dann mit der Hauptrolle im Rummelplatzdrama Merry-Go-Round als Filmtochter von Cesare Gravina. In der zweiten Hälfte der 1920er Jahre avancierte sie zu einer regelmäßigen Hauptrollendarstellerin. Zu ihren heute bekanntesten Darstellungen gehört die Rolle der Opernsängerin Christine Daaé in The Phantom of the Opera (1925) mit Lon Chaney.
1927 spielte sie an der Seite von Iwan Mosschuchin in Edward Slomans Surrender. Ihre beiden folgenden Rollen im Theatermilieu mit Conrad Veidt,  Der Mann, der lacht von Paul Leni und Illusion von Pál Fejös (Paul Fejos), gelten als ihre gelungensten Arbeiten. 1928 trat sie unter D. W. Griffith, dessen Ruhm bereits gesunken war, in Drums of Love auf. 1929, mit Aufkommen des Tonfilms, endete ihre Karriere.
Sie war mit Paul Kohner, einem Studioboss von Universal verlobt, doch ihre konservativen Eltern, unter deren Einfluss sie Zeit deren Lebens stand, waren gegen eine Ehe mit dem tschechischen Juden. Philbin blieb unverheiratet und trat nach Ende ihrer Schauspielerkarriere nur selten in der Öffentlichkeit auf. Sie starb 90-jährig an einer Lungenentzündung.

## Filmographie (Auswahl)
- 1921: The Blazing Trail
- 1922: Törichte Frauen (Foolish Wives)
- 1923: Penrod and Sam
- 1923: Rummelplatz des Lebens (Merry-Go-Round)
- 1923: The Temple of Venus
- 1923: The Thrill Chaser
- 1924: Fools Highway
- 1924: The Gaiety Girl
- 1924: The Rose of Paris
- 1925: Das Phantom der Oper (The Phantom of the Opera)
- 1925: Fifth Avenue Models
- 1925: Stella Maris
- 1927: Love Me and the World Is Mine
- 1927: Hingabe (Surrender!)
- 1928: Fanfaren der Liebe (Drums of Love)
- 1928: Der Mann, der lacht (The Man Who Laughs)
- 1928: Port of Dreams
- 1929: Illusion (The Last Performance)
- 1929: The Shannons of Broadway
- 1930: After the Fog